# Phranc
Phranc, pseudonimo di Susan Gottlieb (Los Angeles, 1957), è una cantante e paroliera statunitense, la cui carriera copre un arco di alcuni decenni.

## Biografia
Riscosse l'attenzione del pubblico a cavallo degli anni 1970/1980, sulla scena punk di Los Angeles. Con i suoi capelli tagliati a spazzola e ossigenati, e i suoi vestiti maschili, apparve come un enigma androgino, adatto alle esibizioni nella sua prima band, Nervous Gender, formata nel 1978. La fanzine punk Slash scrisse di lei: "Sul palco, Phranc sembra un ragazzino quattordicenne scappato dal collegio". La sua band ebbe un ruolo nello sviluppo di quello che sarebbe stato chiamato 'Synthpunk'.
Nel 1980 lasciò i Nervous Gender per unirsi ai Catholic Discipline, nei quali cantava Claude Bessey, giornalista di Slash. Fece parte anche delle Castration Squad, un gruppo punk di sole ragazze.
Phranc appare con i Catholic Discipline in The Decline of Western Civilization, un documentario di Penelope Spheeris considerato opera fondamentale della cinematografia punk.
Negli anni ottanta Phranc intraprese la carriera da solista. Apparve come Phranque nel film di Paul Morrissey, Madame Wang's (1981). Iniziò a suonare la chitarra acustica e pubblicò Folksinger, per la Island Records, nel 1985. Da allora è una degli artisti a cui viene attribuito il revival folk della fine degli anni 1980 noto anche come 'Anti-folk', un ibrido punk-folk. Si autodefinì come la "cantante folk americanissima, ebrea e lesbica" e con ironico senso dell'umorismo pubblicò l'LP I Enjoy Being a Girl (Mi piace essere una ragazza).
Phranc ha avuto un'influenza importante per il movimento queercore, venendo riconosciuta come tale dal gruppo delle Team Dresch nella loro canzone a lei dedicata, "Uncle Phranc" ("Zio Phranc").
Negli anni novanta molte band e musicisti queercore iniziarono a collaborare con lei. Apparve come ospite sull'LP/CD Captain My Captain delle Team Dresch, mentre membri delle Team Dresch, Tobi Vail delle Bikini Kill, Patty Schemel delle Hole e altri, hanno suonato con Phranc sul suo EP Goofyfoot e in altre canzoni.
Phranc si esibisce ed è intervistata nel documentario queercore She's Real, Worse Than Queer, ed è apparsa spesso agli eventi Queercore, come il festival Homo-a-go-go ad Olympia.  Continua ad incidere. Nel suo CD del 1998,  Milkman, è accompagnata da Steve MacDonald dei Redd Kross, che suona il basso. 
Le sue ultime uscite, incluso Milkman,  sono prodotte dalla sua etichetta indipendente, Phancy Records.
Il film documentario del 2001 "Lifetime Guarantee", diretto da Lisa Udelson, racconta la vita di Phranc soffermandosi in particolare sul suo lavoro di venditrice di articoli casalinghi Tupperware.

## Discografia

### Album
- Folksinger, LP, Island Records (1985).
- I Enjoy Being a Girl, LP, Island Records (1989).
- Positively Phranc, LP, Island Records (1991).
- Goofyfoot 10", EP, Kill Rock Stars (1995).
- Milkman, LP, Phancy Records (1998).

### Singoli
- Phranc 7" single per Kill Rock Stars

### Raccolte
- Some Songs, Kill Rock Stars 1997.
- Hang Ten Cd doppio dell'American Pop Project, Phranc su Satan's Pilgrims.